# Bengt Aurivillius
Bengt Christopher Aurivillius, född 4 december 1918 i Linköping, död 2 maj 1994 i S:t Peters Klosters församling, Malmöhus län, var en svensk kemist. Han var medlem av släkten Aurivillius, hans farfar var entomologen Christopher Aurivillius.
Aurivillius avlade studentexamen i Stockholm 1937, och erhöll sin grundläggande vetenskapliga utbildning vid dåvarande Stockholms högskola, där han blev filosofie licentiat 1943. Redan 1949 gjorde han några viktiga upptäckter om oxidering av blandmetaller, som blev mycket uppmärksammade i kemivärlden. Han disputerade vid Stockholms högskola 1951 med avhandlingen Röntgenografiska undersökningar av vismutoxifluorid och blandoxider med trevärt vismut. Aurivillius knöts 1952 till Försvarets forskningsanstalt där han arbetade som förste forskningsingenjör och senare laborator. Han blev 1955 docent i fysikalisk kemi i Stockholm och tillförordnad lektor 1960 vid samma lärosäte. Bengt Aurivillius utnämndes 1965 till professor i oorganisk kemi vid Lunds universitet, en professur han innehade till 1983. Under sextiotalet utvecklade han kristallografin i Sverige, i mycket tillsammans med sin framstående hustru, Karin Aurivillius. Han är gravsatt i minneslunden på Norra kyrkogården i Lund.